# 威爾斯海岸路綫

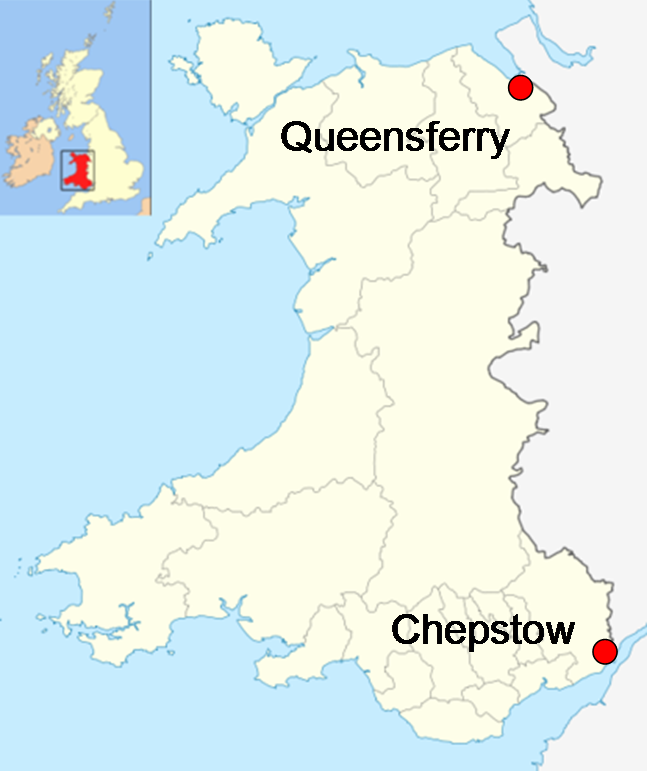
顯示步行徑起點和終點的威爾士海岸線。左上方小圖顯示威爾士在聯合王國內的位置

迪河旁邊的兩根石柱標記威爾士海岸路徑北端的起點/終點

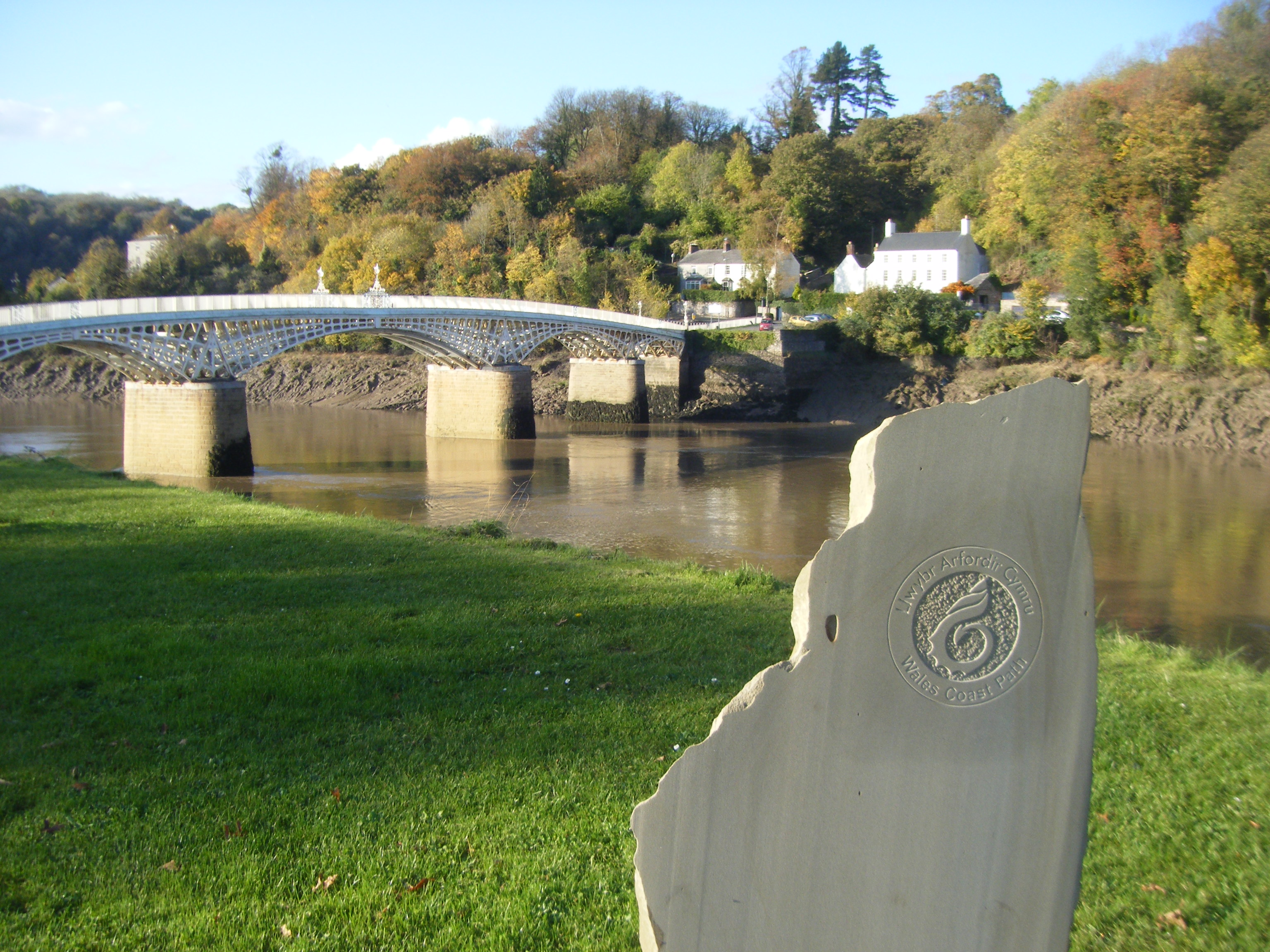
在切普斯托的石頭標記威爾士海岸路徑的南端，刻有路徑的「龍殼」標誌

威爾斯海岸路綫（威爾斯語：Llwybr Arfordir Cymru）是一條沿着威爾斯整個海岸線而劃成的步行徑，威爾斯是世界上第一個將自己大部分海岸綫設置這樣的步行徑的國家. 它在2012年5月正式啟用，並提供從南端的切普斯托到北端昆斯（切斯特附近）870英里（1,400公里）步行路線。2011年，該路徑被國家地理雜誌社評選為世界上第二個最好的濱海旅遊目的地。

## 外部連結
- 威爾士海岸路徑-官方網站，覆蓋整個路徑的地圖 （页面存档备份，存于）
- WalkingClub.org.uk - Wales Coast Path （页面存档备份，存于）
- Project to Run the 870 mile path and set a best time to face 15 years of Anxiety and Agoraphobias （页面存档备份，存于）
- Countyside Council for Wales
- Natural Resources Wales
- YouTube footage of part of the Wales Coast Path （页面存档备份，存于）
- Circular walks on the Wales Coast Path（页面存档备份，存于）

53°12′40″N 3°00′58″W / 53.211°N 3.016°W